# Веттриано, Джек
Джек Веттриано (англ. Jack Vettriano, настоящая фамилия — Хогган, англ. Hoggan; 17 ноября 1951, Метил, Файф — 1 марта 2025, Ницца) — современный британский художник. В 2003 году был награждён королевой Елизаветой II орденом Британской империи.

## Жизнь и творчество
Джек Хогган родился в промышленном районе на севере Шотландии. В 15 лет оставил школу и пошёл по стопам отца, начав работу в шахтах горным рабочим. Рисование вначале рассматривал как хобби, когда его девушка подарила ему на день рождения холсты и акварельные краски, он копировал работы известных художников импрессионистов, которые видел в местных музеях.
Спустя 14 лет рисования, в 1988 году, рискнул выставить два своих полотна на ежегодной выставке в Королевской шотландской академии. Его картины были выкуплены в первый же день, и поступило множество заказов на его работы. Вскоре художник переехал в Эдинбург, взяв в качестве псевдонима фамилию своей матери — Веттриано.
В последующие годы интерес к его творчеству рос, в 1992 году состоялась первая персональная выставка художника под названием «Сказки о любви и прочие истории». После этого с успехом выставлялся в Нью-Йорке, Лондоне, Гонконге, Эдинбурге, Йоханнесбурге. В апреле 2004 года картина Джека Веттриано «Поющий дворецкий» (англ. The Singing Butler) была продана за 744 500 фунтов стерлингов.
Веттриано известен также как иллюстратор, создатель рекламных плакатов для киноиндустрии, в том числе фильмов нуар. Большую часть доходов художнику приносят репродукции его картин, а также тиражирование его образов на открытках, плакатах и кружках для чая.
Интересы художника представляет Портлендская галерея. В 2003 году награждён королевой Елизаветой II орденом Британской империи.
Стиль Веттриано определяют как романтичный фигуративизм и нарративное искусство. Цвета и фигуры на его картинах делают их похожими на фотографии. Работы Веттриано никогда не приобретались британскими галереями. В среде художников и искусствоведов его творчество не воспринималось серьёзно. Считалось, что его произведения не отличаются оригинальностью и художественной ценности не представляют. Известный лондонский критик Ричард Корк не увидел чего-то особенного в творениях Веттриано, однако признавал, что его успех стал заметным культурным явлением. Многие искусствоведы говорят о вульгарности его работ. Однако его поклонниками остаются такие известные личности, как Аль Пачино, Алекс Фергюсон и Джек Николсон.

### Смерть
1 марта 2025 года Веттриано был найден мёртвым в своей квартире в Ницце, Франция. Ему было 73 года. Его публицист объявил о его смерти два дня спустя, 3 марта. Хотя точная причина не подтверждена, местные СМИ сообщили, что никаких подозрительных обстоятельств, связанных с его смертью, не было.